# Terzo mondo

Suddivisione tra primo mondo in azzurro (USA, Comunità Europea e loro alleati), secondo mondo in rosso (URSS, Cina e loro alleati) e terzo mondo in verde (Paesi non allineati) nel 1975, durante la guerra fredda

L'indice di sviluppo umano dell'ONU è un Indicatore statistico che è stato utilizzato da alcuni autori per definire approssimativamente i Paesi appartenenti al terzo mondo. Il termine terzo mondo non ha tuttavia mai avuto una precisa base quantitativa

Terzo mondo è un termine geopolitico ed economico riferito agli Stati indipendenti non allineati (indicante usualmente i Paesi in via di sviluppo) contrapposti sia al «primo mondo» (paesi democratici e capitalisti che gravitavano nell'orbita degli Stati Uniti d'America) sia al «secondo mondo» (Paesi socialisti e comunisti che gravitavano nell'orbita dell'Unione Sovietica), e che possiedono un'economia ed un indice di sviluppo generale molto arretrato.

## Descrizione
Il termine fu usato per primo dall'economista francese Alfred Sauvy agli inizi degli anni cinquanta (alludendo al "terzo stato", cioè la gran maggioranza di coloro che nella Francia di Luigi XVI prima della rivoluzione del 1789 non erano né ecclesiastici né nobili) per riferirsi ai Paesi "non allineati", coloro che non aderirono né al blocco sovietico, cioè i membri del Patto di Varsavia, ma neanche al blocco occidentale, gli appartenenti alla NATO. Entrò nel linguaggio della politica internazionale nel 1955 durante la conferenza di Bandung (Indonesia), per distinguere i Paesi in via di sviluppo dai Paesi ad economia di mercato e dai Paesi ad economia centralizzata.
Questi paesi, per lo più ex-colonie africane ed asiatiche situate nell'emisfero meridionale, dove sono tuttora concentrati gli Stati più poveri, intraprendevano allora il processo di sviluppo di una propria economia e di un modello sociale e culturale autonomo, che non fosse quello imposto od importato dagli ex Paesi coloniali. Nel 2005, a distanza di quasi cinquant'anni dalla coniazione dell'espressione, i Paesi che allora costituivano il terzo mondo hanno subito evoluzioni diverse e non sono più raggruppabili in una singola realtà omogenea: molti Paesi asiatici si sono industrializzati massicciamente o comunque hanno sviluppato economie indipendenti ed autonome, mentre molti Paesi africani restano poveri ed economicamente arretrati.
Già nel 1989 lo stesso Alfred Sauvy prese atto, su un articolo del quotidiano Le Monde, di come l'espressione terzo mondo da lui coniata circa quarant'anni prima fosse diventata inadeguata, perché "...inglobare nello stesso termine i Paesi dell'Africa nera ed i "quattro dragoni" non può certo portare molto lontano." Per questo, di recente è stato coniato il nuovo termine di quarto mondo per indicare il gruppo dei Paesi più poveri. Il termine terzo mondo viene però ancora spesso utilizzato all'interno dell'espressione debito del terzo mondo. Spesso utilizzato nel senso assolutamente generico di mondo dei Paesi in via di sviluppo, ha assunto accezioni di tipo differente a seconda del metro di valutazione utilizzato nel definire il rapporto con le risorse interne (PIL, risorse naturali e minerarie, import/export, dipendenze post-coloniali, durata della vita media, way of life...).